# Thomas Stevenson Drew

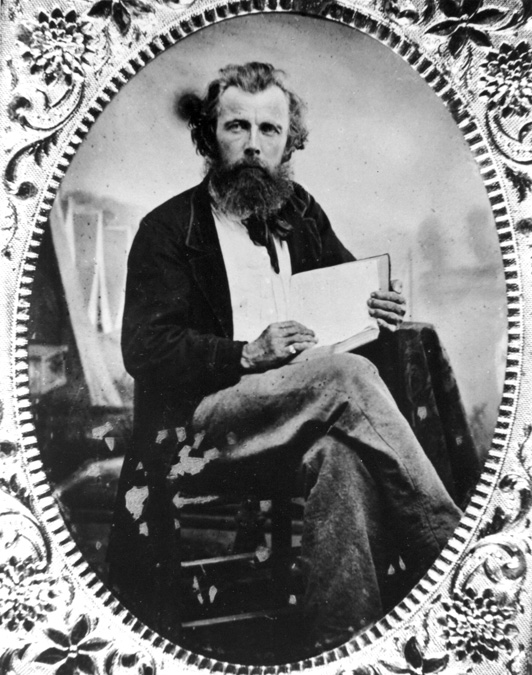
Thomas Stevenson Drew

Thomas Stevenson Drew, född 25 augusti 1802 i Wilson County, Tennessee, död 1879 i Hood County, Texas, var en amerikansk politiker. Han var den tredje guvernören i delstaten Arkansas 1844-1849.
Drew gifte sig 2 februari 1827 med Cinderella Bettis. Paret fick fem barn. Han var 1836 delegat till konstitutionskonventet i Arkansas.
Demokraterna i Arkansas hade svårt att hitta en lämplig kandidat i 1844 års guvernörsval. Till sist nominerades Drew som en kompromisslösning. Han vann valet med 47% av rösterna. Han omvaldes fyra år senare med stor majoritet men avgick redan i januari 1849 i protest mot att guvernörens lön inte höjdes.
Drew var demokrat under största delen av sin karriär med undantag för en kort period på 1850-talet då han stödde knownothings. Han flyttade i början på 1870-talet till Texas för att bo hos sin dotter.
Drews ursprungliga gravplats var i Texas. Arkansas lagstiftande församling fattade 1923 ett beslut som innebar att Drew fick en ny gravplats i Pocahontas, Arkansas. Drew County har fått sitt namn efter Thomas Stevenson Drew.